# Diplazium proliferum
Diplazium proliferum là một loài thực vật có mạch trong họ Woodsiaceae. Loài này được (Lam.) Kaulf. miêu tả khoa học đầu tiên năm 1824.

## Hình ảnh

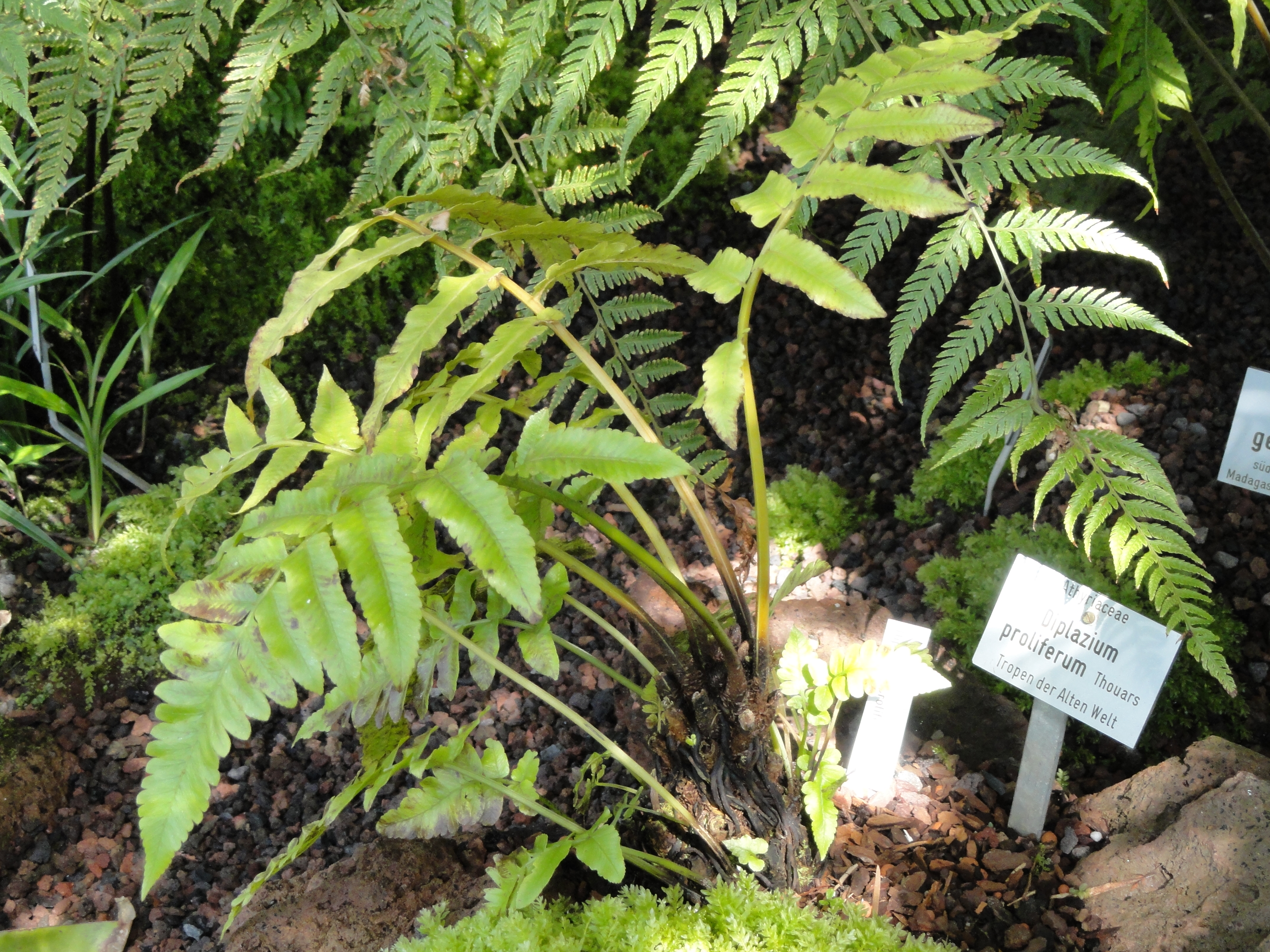
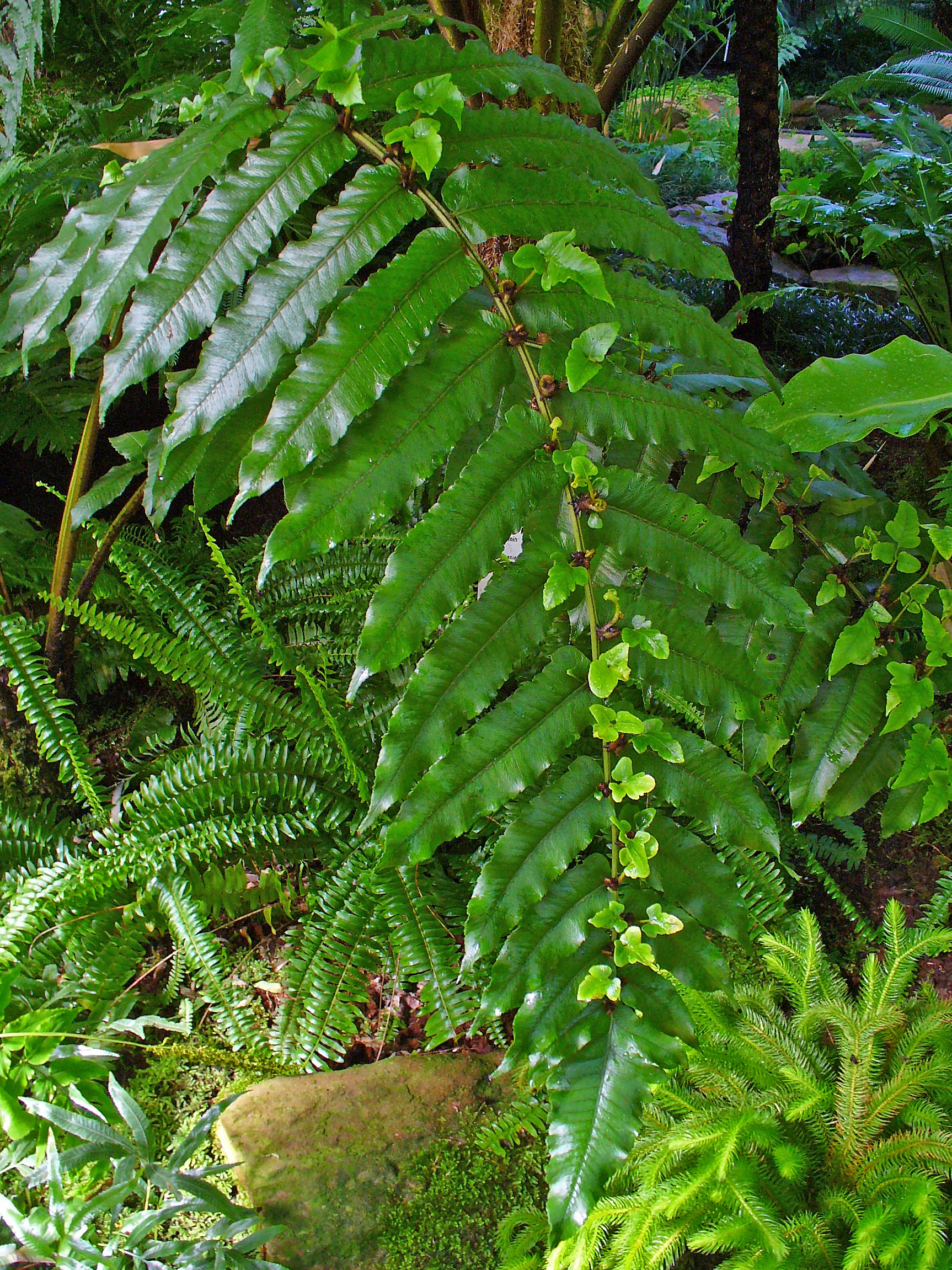
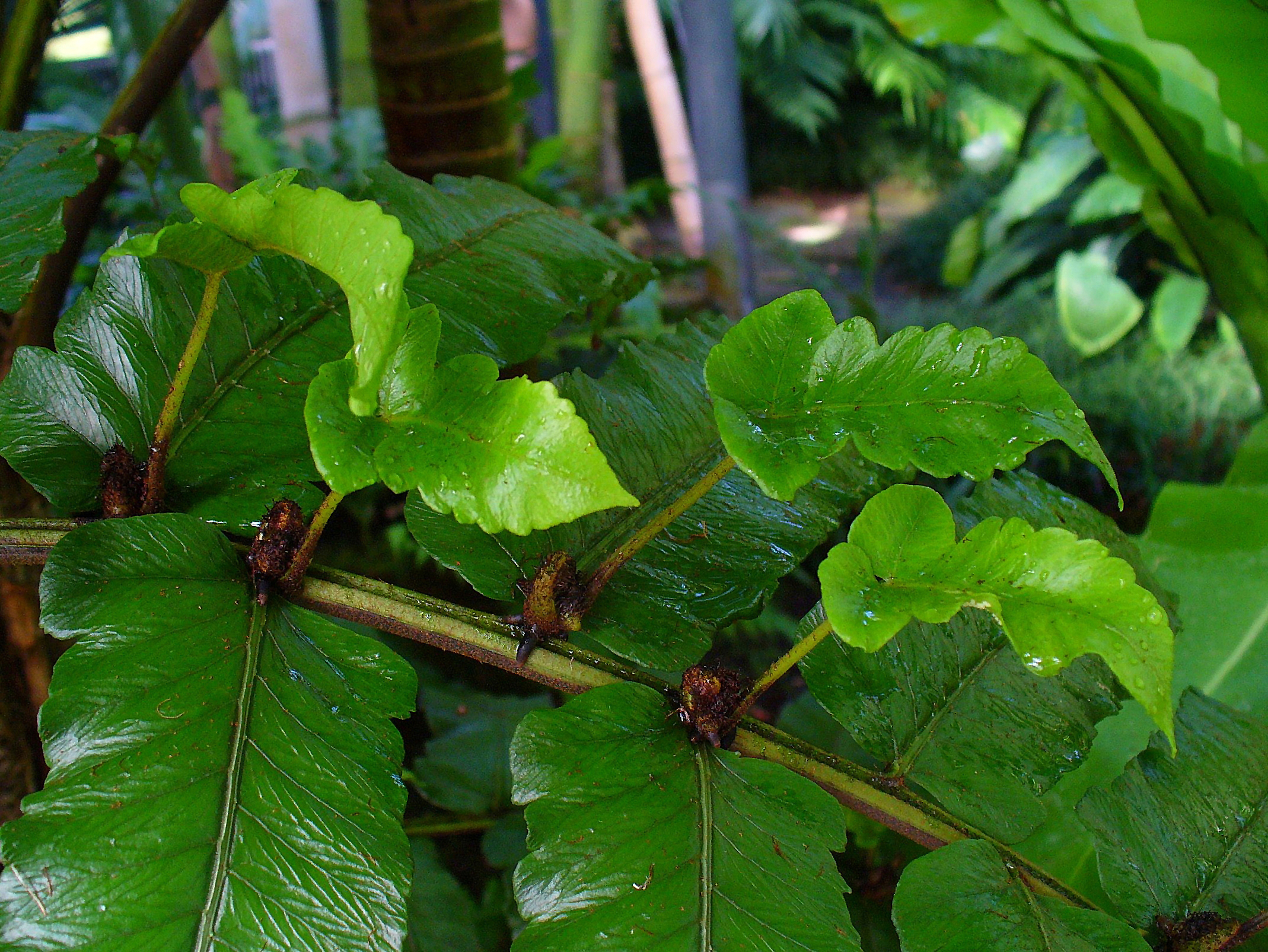
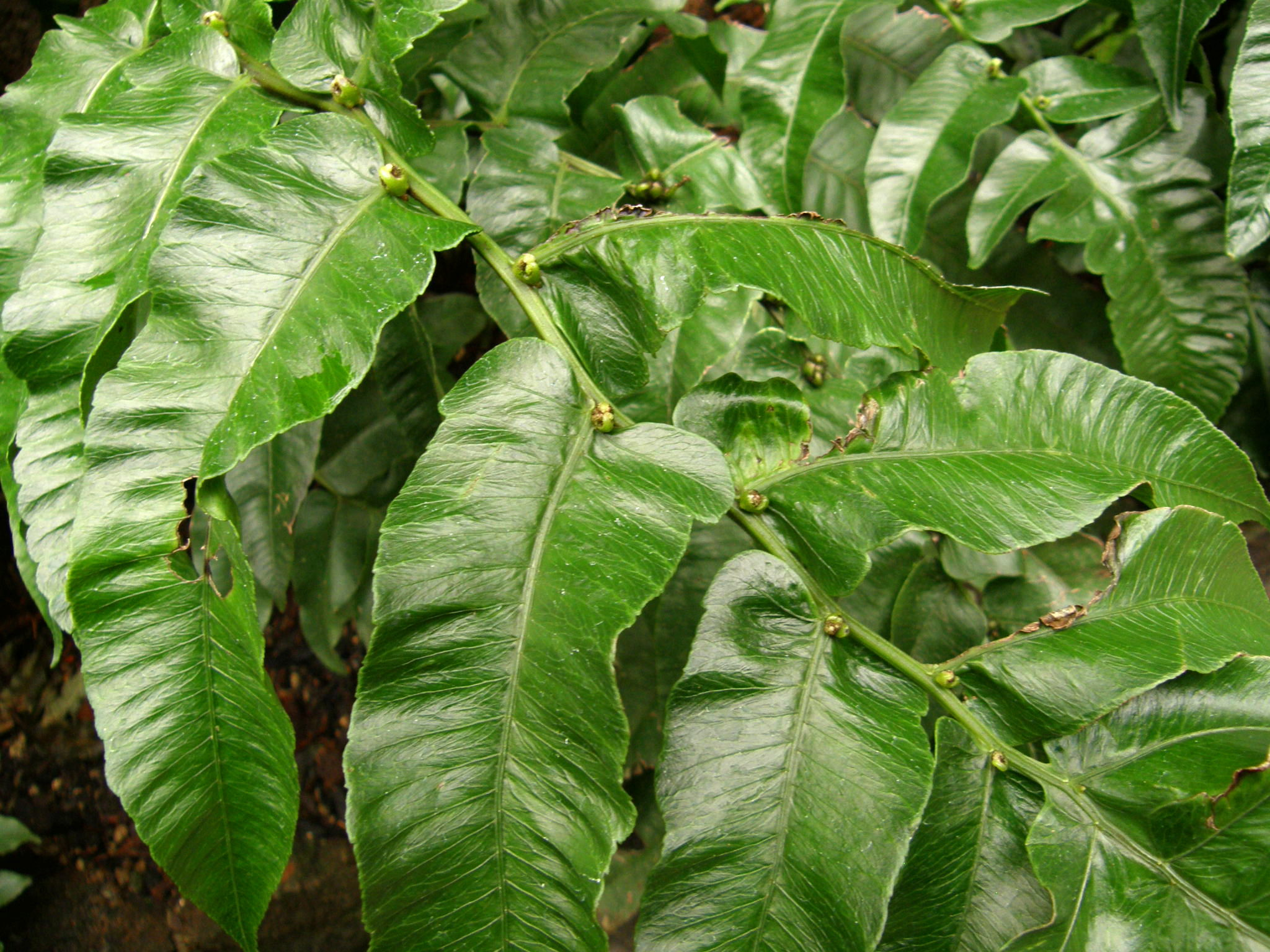